# Stefano Cembali
Stefano Cembali (Lugo, 16 settembre 1967) è un ex ciclista su strada italiano.
Professionista dal 1994 al 1997 vinse la Clásica de Alcobendas in Spagna, prese parte a due edizioni della Vuelta a España e ottenne due piazzamenti in corse del panorama ciclistico italiano riservate principalmente alle "ruote veloci", terzo nella Milano-Vignola 1996 e quarto nella Alassio Cup 1997.

## Palmares
- 1988 (Dilettanti, una vittoria)

Coppa Caduti di Reda
- 1989 (Dilettanti, una vittoria)

Coppa Belricetto
- 1993 (Dilettanti, una vittoria)

Bologna-Passo della Raticosa
- 1996 (Cantina Tollo, due vittorie)

Clásica de Alcobendas
Trofeo Gaetano Santi

## Piazzamenti

### Grandi giri
- Vuelta a España

1995: 87º
1997: 125º